# 闪亮的风采
《闪亮的风采》（英語：Shine）是一部1996年澳大利亚传记剧情片，根据患上躁郁症精神疾病的澳洲钢琴家大卫·赫夫考的生平改编而成。斯科特·希克斯执导，Jan Sardi编剧。主演有Geoffrey Rush、Lynn Redgrave、阿明·穆勒-施塔尔、Noah Taylor、John Gielgud、Googie Withers、Justin Braine、Sonia Todd、Nicholas Bell、Chris Haywood和Alex Rafalowicz。美国于圣丹斯影展上亮相。扮演成年赫夫考的杰弗瑞·拉什凭借其精彩演出获得金球奖、英国学院奖和奥斯卡最佳男主角奖。
影片的内容与真实人物原型有差异，并造成一定程度的争议，如赫夫考的妹妹认为片中对其父亲的刻画看起来像是个专制的暴君，背离其父的真实面貌；另一方面是有人批评大卫·赫夫考的琴艺在片中被演绎地太过高超，也不符合人物原型。

## 剧情
大卫从小就在父亲皮特的严厉教导下练习钢琴并取得优异的成绩。还被当地的钢琴家罗斯发掘才能并亲自辅导。年少的大卫想去美国留学，然而其父却拒绝其子离家出国。到了青年时期，大卫受到澳洲女性小说家Katharine Susannah Prichard的亲密对待和资助，大卫终于获得来自伦敦的皇家音乐学院的奖学金，在凯瑟琳女士的鼓励下，大卫不顾父亲的阻挠执意出国留学，生气的父亲发誓要与其断绝一切关系。
到了皇家学院，大卫受到专业教师的指导，并在一次钢琴比赛中演奏其父从小就想让他演奏的异常难演的拉赫玛尼诺夫创作的第3钢琴协奏曲，虽然他的演出获得听众的热烈喝彩，其精神状态却在长时间的演奏中变得越来越焦躁，并在表演结束时头部着地受伤导致其患上精神疾病。此后他在精神病医院并接受过電痙攣療法治疗。
回到澳洲后，其父还是拒绝接纳他。大卫病情发作继续受到心理治疗，几年后他遇到一个女性志愿者吉莉安的治疗，吉莉安发现他比一般病人需要更多耐心细心的治疗。大卫尽管受到疾病的困扰，内心仍然渴望演奏钢琴，终于在一家餐厅里尽力为大家演奏，并收获听众的喝彩。最终大卫与吉莉安相爱并结婚，在对方的帮助下，大卫也逐渐重新走入公众视野，在演奏大厅为听众表演。最后两人来到大卫父亲的墓地看望之，并期待着美好的明天。

## 奖项
影片获得奥斯卡最佳男主角奖，以及获得提名最佳影片、最佳导演、最佳男配角(阿明·穆勒-施塔尔)、最佳原创剧本、最佳剪辑、最佳原创音乐。
杰弗瑞·拉什还获得英国电影学院奖和金球奖最佳男主角。更赢得AFI最佳影片等9个奖。

## 票房
美国和加拿大收获3589万美元，澳洲收获1018万美元。